# Tesnota
Tesnota (russisk: Теснота) er en russisk spillefilm fra 2017 af Kantemir Balagov.

## Medvirkende
- Darja Zjovner som Ilana
- Olga Dragunova som Adina
- Artjom Tsypin som Avi
- Nazir Zjukov som Zalim
- Veniamin Katz som David